# Charles Horter
Charles John Horter (Filadélfia, 27 de abril de 1947) é um velejador estadunidense, medalhista olímpico. Ele competiu nos Jogos Olímpicos de Verão de 1972 na classe Dragon e conquistou a medalha de bronze, ao lado de Donald Cohan e John Marshall. Horter foi incluído no Hall da Fama do Atlético da Universidade Drexel e no Hall da Fama da Vela de Barnegat Bay.
Enquanto competia em várias seletivas olímpicas, Horter serviu na Primeira Tropa de Cavalaria da Cidade da Filadélfia, a primeira e mais antiga unidade de cavalaria voluntária da América. 